# Sarin-gasaanval in de metro van Tokio op 20 maart 1995
De Sarin-gasaanval in de metro van Tokio (地下鉄サリン事件 Chikatetsu Sarin Jiken) was een aanslag met saringas die tijdens de ochtendspits in de metro van Tokio op 20 maart 1995 werd uitgevoerd door de Japanse sekte Aum Shinrikyō met dertien doden en duizenden gewonden tot gevolg.

## Aum Shinrikyō en Shōkō Asahara
Aum Shinrikyō is de naam van een Japanse sekte die werd gesticht in de jaren tachtig van de twintigste eeuw door Chizuo Matsumoto. Ze is een van de zogenaamde 'nieuwe religies' in Japan. 'Aum' is de naam van een Hindoeïstische mantra en betekent 'universum', de Japanse woorden shinri en kyō betekenen respectievelijk waarheid en leer.
Matsumoto werd geboren in 1955 in Japan als zoon van een arme tatamiwever. Hij werd geboren met staar en ging naar een school voor blinden. In 1984 startte hij de Matsumoto Kliniek voor Acupunctuur in Tokio, waar hij ook yoga- en meditatielessen gaf. Matsumoto verkocht voor woekerprijzen zogenaamde zelfgemaakte medicijnen, die eigenlijk slechts mandarijnenschillen op alcohol waren. Hij kreeg een boete voor kwakzalverij nadat hij mensen ervan overtuigde dat ze reuma hadden om zo een afzetmarkt voor zijn medicijnen te creëren. Desalniettemin had de charismatische man succes met zijn kliniek en hij richtte de ene na de andere yogaschool op. Geleidelijk aan ontpopte Matsumoto’s gemeenschap zich tot een gevaarlijke, religieus geëngageerde sekte. Vanaf 1987 veranderden zijn scholen hun naam naar Aum Shinrikyō. Matsumoto nam toen de naam Shōkō Asahara aan. De zelfverklaarde goeroe kondigde het armageddon aan in de vorm van een kernoorlog, waarna de sekte zich steeds meer ging afzonderen van de rest van de maatschappij. Matsumoto predikte dat de overheid een complot smeedde tegen Aum Shinrikyō en dat een oorlog onafwendbaar was. Hij beweerde zelf reeds meerdere malen het slachtoffer geweest te zijn van gasaanvallen uitgevoerd door de Japanse autoriteiten.
De eclectische leer van Aum Shinrikyō ontleende vooral van het Theravada boeddhisme vele ideeën, maar ook het hindoeïsme en tibetaanse religieuze teksten dienden als inspiratiebron. Naast Matsumoto werd de hindoegod Shiva vereerd.
Bij Aum Shinrikyō stond Matsumoto zelf centraal. Het klassieke sjabloon van een gevaarlijke sekte was aanwezig: volledige afzondering, hersenspoeling, donatie van grote geldsommen aan de cultus, het verbod om de sekte te verlaten, bewapening enzovoort.

## Sarin
Sarin is een uiterst gevaarlijke geur- en kleurloze chemische stof, die door Duitse geleerden werd ontdekt in 1938 tijdens onderzoek naar meer potente insecticiden. Blootstelling aan saringas tast het zenuwstelsel aan en een te grote dosis kan leiden tot onomkeerbare aantasting van lichaamsfuncties, verlamming of de dood. Eén enkele druppel pure sarin is voldoende om een mens te doden. Sarin dringt het lichaam binnen door middel van inhalatie, of door opname via de huid. Daar de stof op kleren achterblijft en zo andere mensen vergiftigt, is het aangewezen kledingstukken die in contact kwamen met sarin meteen te verwijderen en de huid grondig te reinigen.
Symptomen van sarinvergiftiging zijn onder meer tranende ogen, zeer sterk vernauwde pupillen, duizeligheid, hoofdpijn, overgeven, spasmen, koorts, ademhalingsmoeilijkheden, verlamming, coma en oncontroleerbare defecatie en urinelozing.

### Gebruik saringas door Aum Shinrikyō
Het door de sekte gebruikte saringas was door de sekte ontwikkeld in een laboratorium dat Matsumoto had laten bouwen. Het was een loods bestaande uit drie verdiepingen, Satyan 7 genaamd. In Satyan 7 werden slechts enkele 'uitverkorenen' toegelaten. In de praktijk ging het om wetenschappers of personen die meewerkten aan de productie van gifgassen. De gebruikte chemische oplossing bestond uit 30% sarin, waardoor veel mensen de aanslag overleefden.
Er waren enkele redenen voor de inferieure kwaliteit van het saringas dat door Aum Shinrikyō ontwikkeld werd:
- Het chemischewapensprogramma van de sekte stond dan wel onder leiding van specialisten ter zake, hun medewerkers werden eerder gekozen voor hun loyaliteit dan voor hun kennis van chemie, om zo het uitlekken van informatie te voorkomen. Dit had uiteraard een negatieve uitwerking op de kwaliteit van hun onderzoek.
- Ten tweede viel ongeveer elk onderdeel van het productieproces, van installaties en labomateriaal tot het proces zelf, onder de bevoegdheid van de paar gediplomeerde chemici en fysici die Aum Shinrikyō rijk was.
- Ten laatste moet opgemerkt worden dat het hier uiteraard om illegale praktijken ging. Het verkrijgen van grondstoffen voor de ontwikkeling van chemische wapens diende in het grootste geheim te gebeuren, waardoor de sekte zich vaak met inferieur materiaal moest behelpen.

Naast sarin werden op de domeinen van de sekte ook verschillende soorten verdovende middelen (onder andere lsd, amfetamines, PCP) en vuurwapens gemaakt.

### Voorbereidingen
In september 1993 was de bouw van Satyan 7 klaar en daarmee begon het onderzoek naar en de productie van sarin en andere gifstoffen. Om in alle rust testen te kunnen uitvoeren, kocht Matsumoto een afgelegen boerderij in West-Australië. Daar werden schapen vergast bij wijze van experiment. De uitwerking was een succes en het gas was klaar voor gebruik op mensen.

### Eerdere toepassing van saringas door Aum Shinrikyō
Op 27 juni 1994 had Aum Shinrikyō saringas gebruikt in het stadje Matsumoto. Bij de aanslag stierven zeven mensen en raakten zo’n 500 personen gewond. Het gas werd verspreid met behulp van een in een vrachtwagen gemonteerd sproeisysteem. Doelwitten waren drie rechters die dienden te beslissen over een rechtszaak met betrekking tot een perceel dat de sekte had aangekocht. Iemand tipte de 'grote leider' dat het vonnis niet in het voordeel van Aum Shinrikyō zou uitdraaien, waarop Matsumoto actie ondernam.
Die dag rond 22.40 uur stuurden Matsumoto’s volgelingen een gaswolk door de woonwijk waar de rechters resideerden. Een van de slachtoffers, Kono Yoshiyuki, werd een tijdlang als de dader aangeduid. Zijn naam verscheen in alle kranten en media, waardoor de man publiekelijk te schande werd gebracht.

## De aanval

### Voorbereidingen aanval 20 maart
De aanval was voornamelijk gericht tegen de Japanse overheid en politiediensten. De aanslag zelf was in werkelijkheid niet erg grondig voorbereid. Enkele dagen voor de aanslagen werd Matsumoto getipt dat de politie van plan was om op 22 maart invallen uit te voeren op hoofdkwartieren van de sekte. Met de aanslag wilde hij de aandacht afleiden van Aum Shinrikyō. Vier van de vijf uitvoerders gingen op zaterdag 18 maart op vooronderzoek. Ze noteerden wanneer welke metrostellen vertrokken en aankwamen, welke deuren het dichtst bij de uitgangen opengingen en hoelang deze openbleven. Op een doorsnee werkdag vervoerde de metro van Tokio zo’n vijf miljoen mensen. De vijf metrostellen zouden elkaar kruisen op het kritieke punt te Kasumigaseki 's morgens tussen 8.09 uur en 8.13 uur. Om 8.30 uur zou het politiepersoneel van dienst wisselen, waardoor de metro vol agenten zou zitten. Op zondag 19 maart werden volgelingen van de sekte uit het hele land gealarmeerd over de dreigende invallen door de politie. Die onderzocht op dat moment, naast talloze andere klachten over de sekte, de ontvoering van een notaris uit Tokio, waarvan het spoor naar Aum Shinrikyō leidde. Op 20 maart om drie uur 's ochtends in Satyam 7 in Kamikuishiki, nabij de berg Fuji, oefenden de vijf uitvoerders het doorprikken van plastic zakjes gevuld met water met een paraplu. De punten van hun paraplu’s waren vlijmscherp gevijld. Na de oefensessie gingen alle vijf naar hun hoofdkwartier in Shibuya, waar ze spuiten uitgedeeld kregen gevuld met een tegengif die ze bij zichzelf dienden te injecteren indien ze symptomen van sarinvergiftiging vaststelden.

### Uitvoering van de aanval
De metrolijnen die Matsumoto uitkoos, lopen alle door Nagatachō en Kasumigaseki, waar de Japanse overheid gehuisvest is. Vijf teams van elk twee personen maakten deel uit van de aanval. Elk team bestond uit iemand die de aanslag zelf uitvoerde en een chauffeur met een vluchtauto. De vijf teams, waarvan hieronder telkens de naam van de uitvoerder en vervolgens de naam van de chauffeur genoemd worden, waren:
- Ikuo Hayashi en Tomomitsu Niimi
- Kenichi Hirose en Kōichi Kitamura
- Tōru Toyoda en Katsuya Takahashi
- Masato Yokoyama en Kiyotaka Tonozaki
- Yasuo Hayashi en Shigeo Sugimoto

#### Ikuo Hayashi
Ikuo Hayashi werd geboren in 1947, als tweede zoon van een arts in Tokio. Hij was een hart- en bloedvatenspecialist aan het Keio-hospitaal en werd hoofd van het departement vaatziekten in het nationaal sanatorium te Tokaimura, Ibaragi, ten noorden van Tokio. In 1990 stopte hij met werken en sloot zich aan bij Aum Shinrikyō, samen met zijn gezin. Daar werd hij al snel benoemd tot minister van genezingen. Hayashi beweerde dat hij gekozen was voor de aanslag zodat zijn lippen voor altijd verzegeld zouden zijn: er was geen weg terug meer.

#### Kenichi Hirose
Kenichi Hirose werd geboren in Tokio in 1964. Hij studeerde aan de prestigieuze Waseda-universiteit waar hij afstudeerde in experimentele natuurkunde. In 1989 beëindigde Hirose zijn postgraduate studies. Hij werd een belangrijk lid van de chemische brigade van Aum Shinrikyō in het zogenaamde ministerie van wetenschap en techniek. Samen met Masato Yokoyama was hij een spilfiguur in Aum Shinrikyō’s wapenprogramma.

#### Tōru Toyoda
Tōru Toyoda werd geboren in 1968 nabij Kobe, in de Hyogo-prefectuur. Hij studeerde toegepaste wetenschappen aan de universiteit van Tokio waar hij met succes afstudeerde. Hij vervolgde zijn studie in een laboratorium voor de best afgestudeerden. Tijdens zijn lidmaatschap van Aum Shinrikyō behoorde hij tot de chemische brigade. Hij was 27 jaar op het moment van de aanslag.

#### Masato Yokoyama
Masato Yokoyama werd geboren in 1963 in de Kanagawa-prefectuur, ten zuiden van Tokio. Hij studeerde af in de toegepaste wetenschappen aan het departement bouwkunde van de Tokai-universiteit. Hij werkte drie jaar in een elektronicabedrijf waarna hij zich aansloot bij de sekte. Hij was assistent-secretaris bij Aum Shinrikyō’s ministerie van wetenschap en techniek. Hij was 31 jaar op het moment van de aanslag.

#### Yasuo Hayashi
Yasuo Hayashi werd geboren in 1957 in Tokio. Hij is niet verwant met Ikuo Hayashi. Hij studeerde artificiële intelligentie aan de Kogakuin-universiteit. Tijdens een bezoek aan India kwam Hayashi in contact met yogacommunes, waarna hij uiteindelijk met Aum Shinrikyō in contact kwam. In 1988 sloot hij zich bij Aum Shinrikyō aan waar hij een hoge functie toebedeeld kreeg binnen Matsumoto’s ministerie van wetenschap en technologie. Hayashi was 37 jaar op 20 maart 1995. Hij bleef op de vlucht tot december 1996, toen hij op het eiland Ishigaki gearresteerd werd.

### Chiyoda-lijn
Ikuo Hayashi kocht onderweg naar de metro handschoenen, een mes, sandalen en plakband. Tomomitsu Niimi kocht enkele politiek geladen kranten, de Akahata (rode vlag) van de Japanse Communistische Partij en de Seikyo Shimbun van de Soka Gakkai. Hayashi koos de Akahata, een krant van een rivaliserende sekte zou te opvallend geweest zijn. Hayashi rustte zich uit met een chirurgisch masker, dat Japanners gewoonlijk dragen als ze ziek zijn om anderen niet te besmetten.
Hayashi stapte de eerste wagon van het metrostel in om 7.48 uur. Hij doorboorde zijn pakketje met de vloeistof bij het binnenrijden van het Shin-Ochanomizu-station. Hayashi perforeerde het meerdere keren. Slechts een van zijn twee zakjes werd doorgeprikt. Toch richtte het veel schade aan: het gas kwam volledig vrij en in het Kasumigaseki-station stierven twee personeelsleden die het pakketje probeerden weg te brengen.
De trein kwam tot stilstand in het daaropvolgende station, Kokkai-Gijidō-Mae Alle passagiers werden geëvacueerd en de rijstellen werden schoongemaakt. Naast de twee doden raakten 231 personen zwaargewond tijdens Hayashi’s aanval.

### Marunouchi-lijn

#### Richting Ogikubo
Kenichi Hirose was bevolen om in de tweede wagon van metrostel A777 richting Ogikubo zijn taak uit te voeren, maar hij liet het gas vrij in de derde wagon omdat hij dacht dat een meisje iets vermoedde. Aangekomen te Ochanomizu-station voerde hij de aanval uit. Voordat hij in de vluchtwagen stapte, reinigde Hirose zijn paraplu, maar al gauw vertoonde hij de symptomen van sarinvergiftiging. Zijn ademhaling werd steeds problematischer en praten lukte niet meer goed. Hirose vertoonde stuiptrekkingen in zijn rechterdij. Hij injecteerde zichzelf met het antigif dat Ikuo Hayashi hem had gegeven en ging samen met Kōichi Kitamura naar het hospitaal van de sekte in Nakano voor verdere behandeling. Tot Hirose’s verbazing had niemand daar weet van de aanslag, waarop hij terugkeerde naar het hoofdkwartier in Shibuya om uiteindelijk door Hayashi zelf verzorgd te worden.
Ondanks het feit dat de vloer vol met vloeistof lag, reed het metrostel nog voort tot zijn eindbestemming en pas na twee haltes terug in oostelijke richting te hebben gereden, kwam het tot stilstand. Eén persoon werd gedood tijdens de aanval en 358 mensen raakten gewond.

#### Richting Ikebukuro
Onderweg naar de metro van Shinjuku stopte het duo Masato Yokoyama en Kiyotaka Tonozaki om een krant te kopen. Yokoyama kocht de Nihon Keizai Shimbun die hij rond zijn twee zakjes met sarin wikkelde. Alvorens zich ondergronds te begeven zette hij nog een pruik en een valse bril op. Hij nam de Marunouchi-lijn richting Ikebukuro van 7.39 uur. Yokoyama bevond zich in het vijfde rijtuig als hij bij het binnenrijden van het Yotsuya-station met zijn paraplu de kranten doorprikte. Net zoals bij Hayashi’s poging, werd slechts één plastic zak doorboord. Hij stapte meteen uit en spoelde met water de punt van zijn paraplu schoon.
Samen met Tonozaki reden ze terug naar het hoofdkwartier. Zelfs nadat het metrostel bij de eindhalte was gekomen, werd nog twee maal hetzelfde traject afgelegd. Pas 1 uur en 40 minuten nadat Yokoyama uitstapte, werd het metrostel buiten dienst gesteld. Niemand overleed tijdens Yokoyama’s aanval, maar 200 mensen raakten gewond.

### Hibiya-lijn

#### Vertrekkende vanuit Nakameguro
Tōru Toyoda en Katsuya Takahashi verlieten het Shibuya-kwartier om 6.30 uur, reden richting het Nakameguro-station en stopten onderweg om een krant te kopen. Toyoda kocht de Hochi Shinbun, stapte weer in de auto en pakte de zakjes in. Hij nam volgens plan metrostel B711T om 7.59 uur richting Tobudōbutsukōen. Hij stapte het eerste rijtuig in en nam een plaats naast de uitgang. Toen hij in het volgende station Ebisu aankwam, voerde ook hij zijn opdracht uit.
Tijdens de terugrit in de vluchtwagen begon Toyoda net zoals Hirose symptomen van sarinvergiftiging te vertonen. Ze reden meteen naar het hoofdkwartier voor verzorging. Doordat Toyoda nogal krachtig te werk was gegaan, kwam meteen een zeer grote hoeveelheid sarin vrij, met als gevolg dat twee haltes verder grote paniek uitbrak. Er vielen één dode en 532 zwaargewonden.

#### Vertrekkende vanuit Kitasenju
Yasuo Hayashi was de enige van de groep die niet twee maar drie zakjes sarin ontving. Hij had hier zelf op aangedrongen, waarschijnlijk om Matsumoto te overtuigen van zijn loyaliteit. Matsumoto had hem in het verleden beschuldigd een spion te zijn. Nadat hij onderweg de drie zakjes had ingepakt, stapte hij om 7.43 uur in Ueno in metrostel A720S en ging zitten in het derde rijtuig.
Nabij Akihabara sloeg de loyale volgeling toe. Hayashi liet het pakketje naast zich vallen en doorboorde het meerdere malen. Hij slaagde erin de drie zakjes lek te prikken, waardoor zich meteen een grote plas onder de kranten vormde en de reizigers meteen onwel werden. Onmiddellijk werd vermoed dat er iets gevaarlijks in het pakketje zat en een van de passagiers schopte het bij de volgende stop op het perron van het station Kodemmacho, waardoor daar vier wachtende reizigers stierven. De metro bleef doorrijden, waardoor de achtergebleven sarin op de vloer van het rijtuig meer en meer nieuwe slachtoffers maakte. Een van de reizigers duwde op de alarmknop en het metrostel kwam ter hoogte van het station Tsukiji tot stilstand. Getuigen spraken over witte rook en gewonde mensen, zodat men in de eerste plaats aan een explosie dacht. Hayashi was omstreeks 8.30 uur al op de terugweg naar de sekte. Zijn daad kostte aan acht mensen het leven en 275 anderen raakten zwaargewond. Van de vijf uitvoerders had hij de zwaarste slag toegebracht.

## Nabespreking
Het feit dat duizenden mensen gewond konden raken, was vooral te wijten aan de geringe dosis van het verspreide gif. Dat maakte dat de symptomen zich traag manifesteerden, zodat de uitwerking er van niet meteen duidelijk werd. Het leidde niet tot paniek. Veel reizigers dachten dat ze gewoon ziek werden, niemand was zich ervan bewust dat het om een aanslag ging. Het grote aantal gekwetsen werd mede in de hand gewerkt door slechte communicatie: een van de getroffen metrostellen werd pas een uur en 40 minuten na het vrijkomen van het gas stilgezet. Ziekenhuizen in de omgeving werden niet onmiddellijk ingelicht over de aanval. Hierdoor was men niet voorbereid op de grote toestroom van gewonden en wist niet hoe men de slachtoffers het beste kon behandelen. De politie en hulpdiensten werden in de Japanse media sterk gehekeld voor hun traag en inefficiënt optreden.
Veel metroreizigers die maar kort in contact kwamen met het gas hebben niet meteen de benodigde medische hulp gekregen, in sommige gevallen heeft dat tot blijvende lichamelijke kwetsuren geleid.
De sekte Aum Shinrikyō veranderde in het jaar 2000 haar naam in Aleph (アレフ), de eerste letter van het Hebreeuws alfabet (א). Ze is naar eigen zeggen een vredelievende weg ingeslagen en distantieert zich van het geweld uit het verleden. Aleph verontschuldigde zich voor het leed dat was veroorzaakt en richtte een fonds op om de slachtoffers financieel bij te staan. Fumihiro Joyu nam na de arrestatie van Matsumoto diens plaats in als goeroe.
Dertien leden van de sekte zijn ter dood veroordeeld, onder wie ook Matsumoto. Die had aanvankelijk getracht een doodsvonnis te ontlopen door ontoerekeningsvatbaar verklaard te worden. Op 6 juli 2018 zijn Matsumoto en zes van zijn volgelingen opgehangen. De doodstraf wordt zelden toegepast in Japan. Tv-programma's werden onderbroken om de ophanging te melden. Eind juli werden de laatste zes ter dood veroordeelde sekteleden opgehangen.